# 4681 Ermak
4681 Ermak је астероид главног астероидног појаса са средњом удаљеношћу од Сунца која износи 3,016 астрономских јединица (АЈ).
Апсолутна магнитуда астероида је 11,8.